# Stålbucklan
Stålbucklan var en ishockeyturnering i Sverige för distriktsförbundsslag för flickor, där matcherna spelades i två perioder. I lagen deltog flickor som var i åldrarna 14–16 år.
Turneringens syfte var att vara en turnering som gynnar rekrytering och bredd, samt en inledning till elitsatsning för flickor. 
Stålbucklan kunde ses som flickornas motsvarighet till den anrika distriktsturneringen TV-pucken som spelats sedan 1959. Från och med hösten 2019 inkorporerades Stålbucklan i TV-pucken, vilket innebär att turneringen som spelades i februari 2019 blev den sista upplagan.

## Regler
I turneringen spelade flickor i åldrarna 14–16 i en blandning av klubblag och sammansatta lag sponsrade av stålföretag från hela Sverige. De senare åren deltog även ett par lag från Norge och Finland och matcherna sändes på internet. Från och med säsongen 2012/2013 var Stålbucklan en riksomfattande distriktslagsturnering i Svenska ishockeyförbundets regi. 

## Historik
Det var den svenska stålindustrins branschorganisation Jernkontoret som tog initiativ till Stålbucklan, emedan det saknades en turnering för unga flickor som spelade ishockey. Under åren 2006–2011 arrangerades turneringen årligen av Jernkontoret tillsammans med Götatraneberg IK på Stora Mossens IP i Bromma. Även ett flertal svenska stålföretag medverkade och gav Stålbucklan sitt stöd. 2015 började turneringen TV-sändas i SVT.
Säsongen 2019 spelas den sista säsongen innan turneringen gick upp i TV-pucken.

## Arv
Begreppet 'Stålbucklan' lever vidare i de Stålbucklan-stipendier som svensk stålindustri genom Jernkontoret från och med 2019 delar ut i samband med distriktslagturneringen. Dessa stipendier tilldelas moderklubbarna för de spelare som utses till turneringens bästa målvakt, bästa back, bästa forward samt mest värdefulla spelare (MVP).

## Vinnare
| Datum            | Segrare                         | Resultat | Finalist                        | Spelplats    | Ref    |
| ---------------- | ------------------------------- | -------- | ------------------------------- | ------------ | ------ |
| 19 mars 2006     | AIK                             | 3-1      | Luleå HF Team Norr              | Stockholm    | [ 6 ]  |
| 1 april 2007     | AIK                             | 2-1      | MoDo                            | Stockholm    | [ 7 ]  |
| 30 mars 2008     | GötaTraneberg                   | 4-1      | AIK                             | Stockholm    | [ 8 ]  |
| 29 mars 2009     | AIK                             | 2-0      | Team Ovako                      | Stockholm    | [ 9 ]  |
| 18 april 2010    | AIK                             | 2-1      | Team Uddeholm                   | Stockholm    | [ 10 ] |
| 10 april 2011    | AIK                             | 3-2      | Team Sandvik                    | Stockholm    | [ 10 ] |
| 22 april 2012    | Team Uddeholm                   | 4-0      | Team Kuusakoski                 | Stockholm    | [ 10 ] |
| 31 mars 2013     | Västerbotten                    | 1–3      | Ångermanland                    | Stockholm    | [ 11 ] |
| 6 april 2014     | Ångermanland                    | 2–1      | Stockholm                       | Stockholm    | [ 12 ] |
| 12 april 2015    | Uppland                         | 2–0      | Ångermanland                    | Stockholm    | [ 13 ] |
| 6 december 2015  | Ångermanland                    | 3–2      | Skåne                           | Stockholm    | [ 14 ] |
| 12 mars 2017     | Västergötland/Bohuslän-Dalsland | 4–0      | Södermanland                    | Örnsköldsvik | [ 15 ] |
| 2 april 2018     | Stockholm                       | 2–0      | Västergötland/Bohuslän-Dalsland | Sundsvall    | [ 16 ] |
| 24 februari 2019 | Södermanland                    | 4–1      | Stockholm                       | Ljungby      | [ 17 ] |